# Аргивяне, или Аргивянки
«Аргивяне, или Аргивянки» — трагедия древнегреческого драматурга Эсхила (первая половина V века до н. э.), посвящённая мифам беотийского цикла. Её текст утрачен за исключением нескольких строк.
Предположительно речь в пьесе идёт об одном из эпизодов похода Семерых против Фив. Точное название неизвестно. Если трагедия называлась «Аргивянки», то хор могли составлять женщины Аргоса, только что узнавшие о гибели мужей в битве; возможно, одно из событий пьесы — самоубийство вдовы Капанея Эвадны. К беотийскому циклу Эсхила относятся также трагедии «Немея» и «Элевсиняне» и сатировская драма «Керкион».